# Sophie Blum-Lazarus
Pour les articles homonymes, voir Blum et Lazarus.
Sophie Blum-Lazarus, née à Stuttgart le 15 ou le 16 juillet 1867 et morte à Auschwitz le 31 juillet 1944, est une peintre paysagiste et pastelliste française d'origine allemande.

## Biographie
Sophie Blum-Lazarus est née à Stuttgart en Allemagne le 16 juillet 1867.
Elle étudie à l’académie des beaux-arts de Francfort puis à celle de Munich, et se fait connaitre par des copies d’œuvres de grands maîtres classiques.
Après avoir épousé l'industriel juif Daniel Blum, vers 1900, elle s'installe à Paris et expose à la Galerie Zak en février 1929 des peintures à l'aiguille, des paysages du midi de la France et des dessins en couleurs (Maison savoyarde, Personnages...). Elle participe aussi jusqu'en 1937 au Salon des indépendants.
Elle obtient la nationalité française au début de la Seconde Guerre mondiale et refuse alors de quitter Paris pour ne pas s'éloigner de la tombe de son mari mort en 1937. Arrêtée par la Gestapo le 8 juillet 1944, elle est internée au camp de Drancy puis déportée le 31 juillet 1944 par le Convoi No. 77 à Auschwitz, où elle est assassinée.
Sa dernière adresse connue est au 85 rue de la Pompe dans le 16e arrondissement de Paris.